# IC 1843
IC 1843 est une galaxie spirale barrée située dans la constellation de la Baleine. Sa vitesse par rapport au fond diffus cosmologique est de (6542 ± 16) km/s, ce qui correspond à une distance de Hubble de 96,5 ± 6,8 Mpc (∼315 millions d'al). IC 1843 a été découverte par l'astronome français Stéphane Javelle en 1897.
La classe de luminosité de IC 1843 est I-II et elle présente une large raie HI.
À ce jour, une mesure non basée sur le décalage vers le rouge (redshift) donne une distance d'environ 61,400 Mpc (∼200 millions d'al). Cette valeur est loin à l'extérieur des valeurs de la distance de Hubble.

## Groupe de NGC 1016
La galaxie IC 1843 fait partie du groupe de NGC 1016. En plus de IC 1843 et de NGC 1016, ce groupe de galaxies compte au moins 8 autres galaxies : NGC 1004, NGC 1085, IC 232, IC 241, UGC 2018, UGC 2019, UGC 2024 et UGC 2051. Dans l'article de Mahtessian, ces quatre dernières galaxies sont notées 0230+0003 (pour CGCG 0230.1+0003), 0230+0024 (pour CGCG 0230.1+0024), 0230+0012 (pour CGCG 0230.4+0012) et 0231+0108 (pour CGCG 0231.5+0128).